# Macrocentrus thoracicus
Macrocentrus thoracicus är en stekelart som först beskrevs av Christian Gottfried Daniel Nees von Esenbeck 1811.  Macrocentrus thoracicus ingår i släktet Macrocentrus och familjen bracksteklar. Arten är reproducerande i Sverige. Inga underarter finns listade i Catalogue of Life.